# Carl-Axel Acking
Carl-Axel Acking, (Helsingborg, 8 de marzo de 1910 – Lund,12 de junio de 2001) fue un arquitecto, diseñador y profesor sueco.

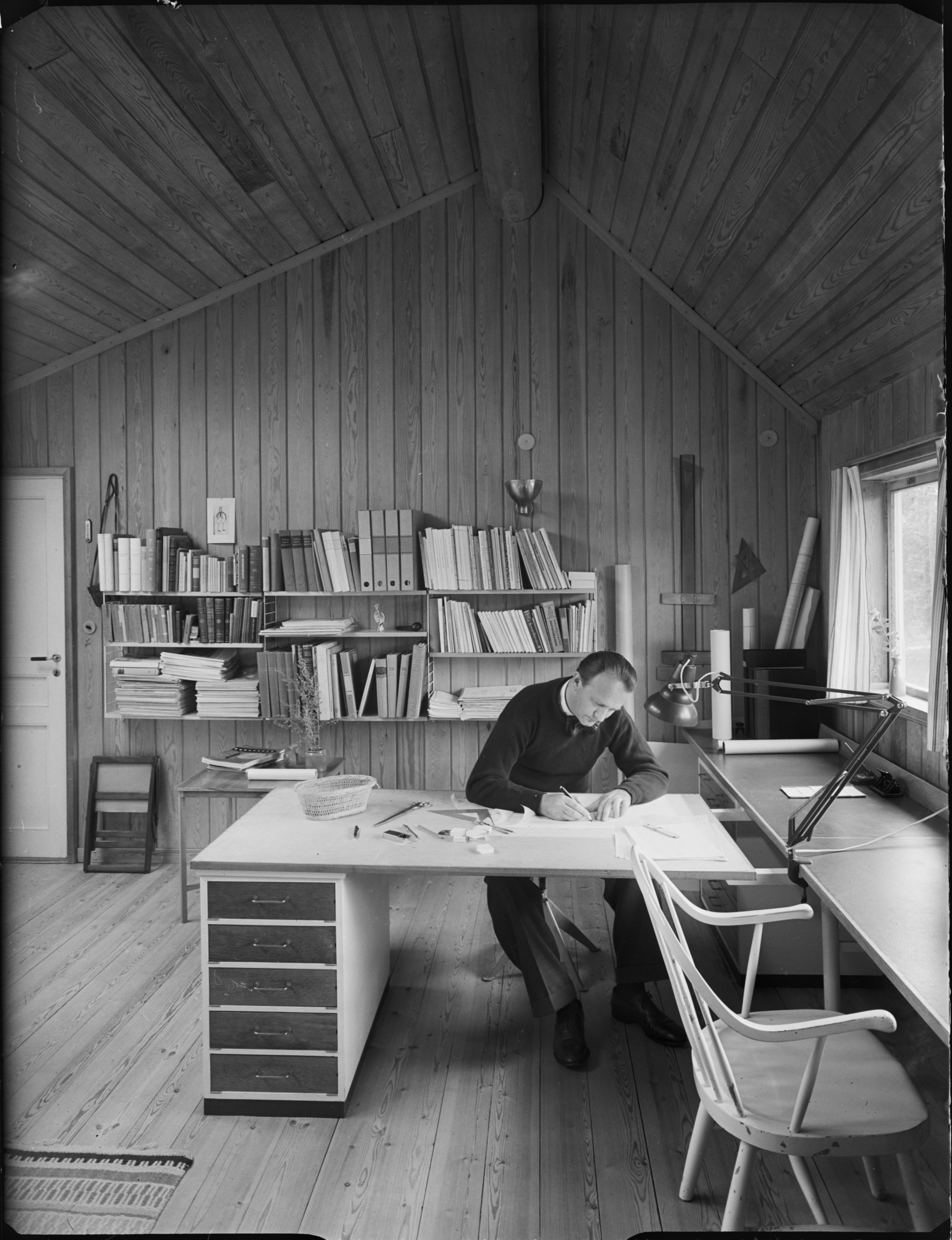
Carl-Axel Acking en su taller.

## Biografía

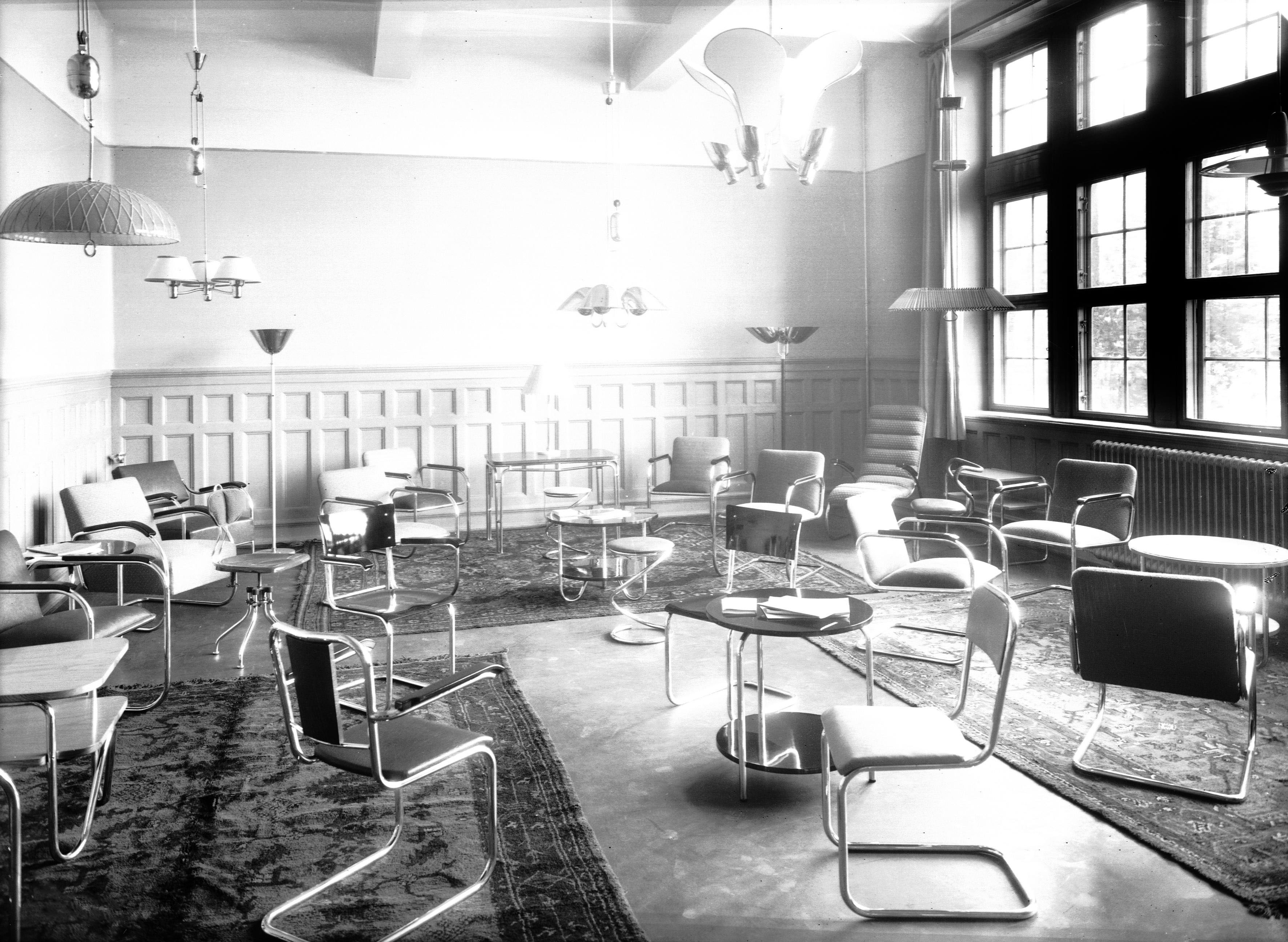
Skånemässan, muebles de tubo de acero, 1940

Carl-Axel Acking estudió en la Konstfack de 1931 a 1934 y en el Real Instituto de Tecnología de Estocolmo de 1935 a 1939. Trabajó de 1930 a 1935 en la oficina de arquitectura de la Cooperativa Sueca, KFAI. Dirigió su propia oficina de arquitectura junto con el arquitecto Sven Hesselgren en Estocolmo de 1939 a 1955. Desde 1955, operó su propio negocio en Estocolmo y Lund, actividad que continuó hasta la década de 1980.
Acking fue asistente de Gunnar Asplund durante la ampliación del Ayuntamiento de Gotemburgo en la década de 1930. Fue uno de los tres arquitectos principales de la exposición H55 en Helsingborg en 1955, donde diseñó, entre otras cosas, tres pabellones de exhibición en Parapeten. Sus encargos arquitectónicos incluyeron edificios de telecomunicaciones, bancos, escuelas, iglesias y un hotel familiar. En 1971, fue responsable de la restauración de la iglesia de Leksand. Acking fue arquitecto de la catedral de Lund de 1970 a 1977.
Carl-Axel Acking causó una fuerte impresión en la Exposición Internacional de París de 1937 y alcanzó el reconocimiento en la Feria Mundial de Nueva York de 1939. En la exposición sueca en Nueva York, estuvo a cargo de la decoración completa de los locales de representación del comisario general Folke Bernadotte. El encargo incluía desde los patrones de los textiles, paneles de ventanas, muebles y luminarias hasta los vasos y decantadores fabricados por Orrefors Glasbruk en el carrito de servicio de la habitación.
En las décadas de 1940 y 1950, fue uno de los principales exponentes del diseño de interiores sueco. Los muebles que diseñó fueron producidos por KF, Nordiska Kompaniet y Svenska Möbelfabrikerna en Bodafors. Sus luminarias fueron producidas, entre otros, por la fábrica de productos metálicos Bröderna Malmströms, Nordiska Kompaniet y Asea. Como diseñador, creó, entre otras cosas, papeles pintados, textiles, una máquina expendedora de sellos y una cabina telefónica. Decoró los hoteles Malmen (1951) y Continental (1962) en Estocolmo. En 1952, fue galardonado con el Premio Lunning. Acking está representado con muebles en el Museo Nacional de Estocolmo, en el Museo Nórdico de Estocolmo y en el Museo de la Universidad de Harvard en Estados Unidos.
Desde 1957, Acking enseñó en la línea de arquitectura del Real Instituto de Tecnología de Estocolmo y fue profesor de teoría del diseño en la Escuela de Arquitectura de la Universidad Técnica de Lund de 1964 a 1976. También fue profesor en la Escuela de Artes Aplicadas de Estocolmo en decoración de interiores en 1945 y profesor principal en la misma escuela para el departamento de muebles e interiores de 1947 a 1957. Cuando dejó la Escuela de Artes Aplicadas en 1957, se organizó una exposición homenaje en el Museo Nacional por 34 antiguos alumnos bajo el nombre "De los detalles al todo: arquitectos de interiores HKS 1947-57". De la colaboración en la exposición surgió el grupo HI ese mismo año.
Acking fue miembro de la Asociación Nacional de Arquitectos de Suecia (SAR), de la Asociación Nacional de Arquitectos de Interiores de Suecia (SIR), donde fue miembro honorario desde 1965, así como miembro de la Asociación Sueca de Tecnología (STF). Fue miembro de la Asociación Sueca de Artes Decorativas y miembro de su junta directiva de 1949 a 1961. También fue miembro de la Asociación de Diseñadores Industriales de Suecia y su presidente en 1960. Miembro de la Sociedad Científica de Lund (LVSL).
Carl-Axel Acking se casó en 1935 con Gullan Dahlström (1911–2006). Están enterrados en el cementerio de Djursholm

## Edificios seleccionados
- 1950: Capilla Siri en Torsby (con Sven Hesselgren).[6]
- 1953: Edificio de Telecomunicaciones en Ludvika (con Sven Hesselgren).[7]
- 1955: Pabellón H55, Helsingborg.[8]
- 1955: Hotel familiar Hässelby en Estocolmo.[9][10]
- 1956: "Quality Hotel" en Östersund (con Sven Hesselgren).
- 1965: Banco Skånska y Banco de Crédito en Södergatan, Malmö.[11]
- 1970: Central Telefónica en Bellevuegården, Malmö.[12][13]
- 1972: Iglesia de Santa Brígida en Skönsberg, Sundsvall.[14]

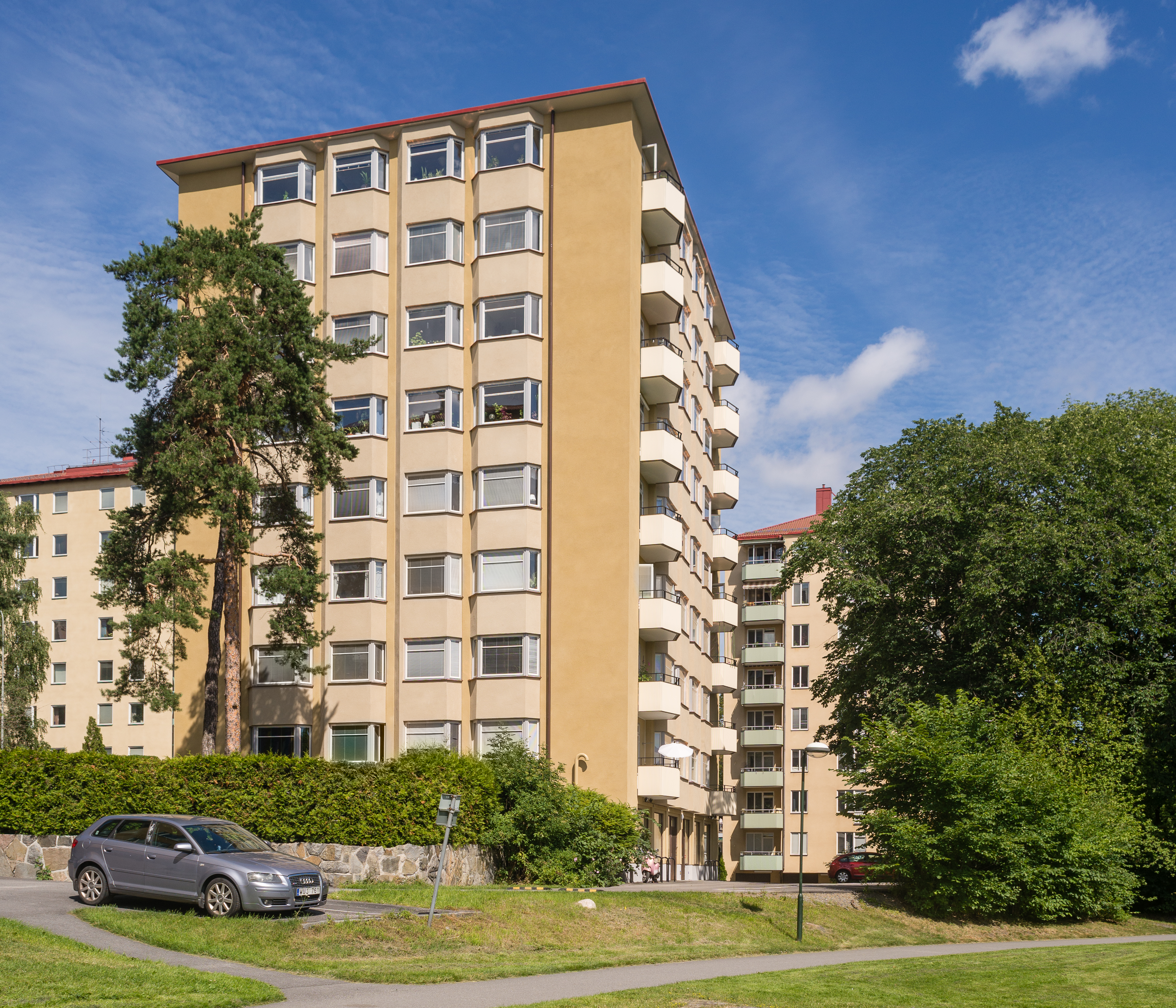
Casa puntiaguda en Årsta de 1946 (junto con Sven Hesselgren).
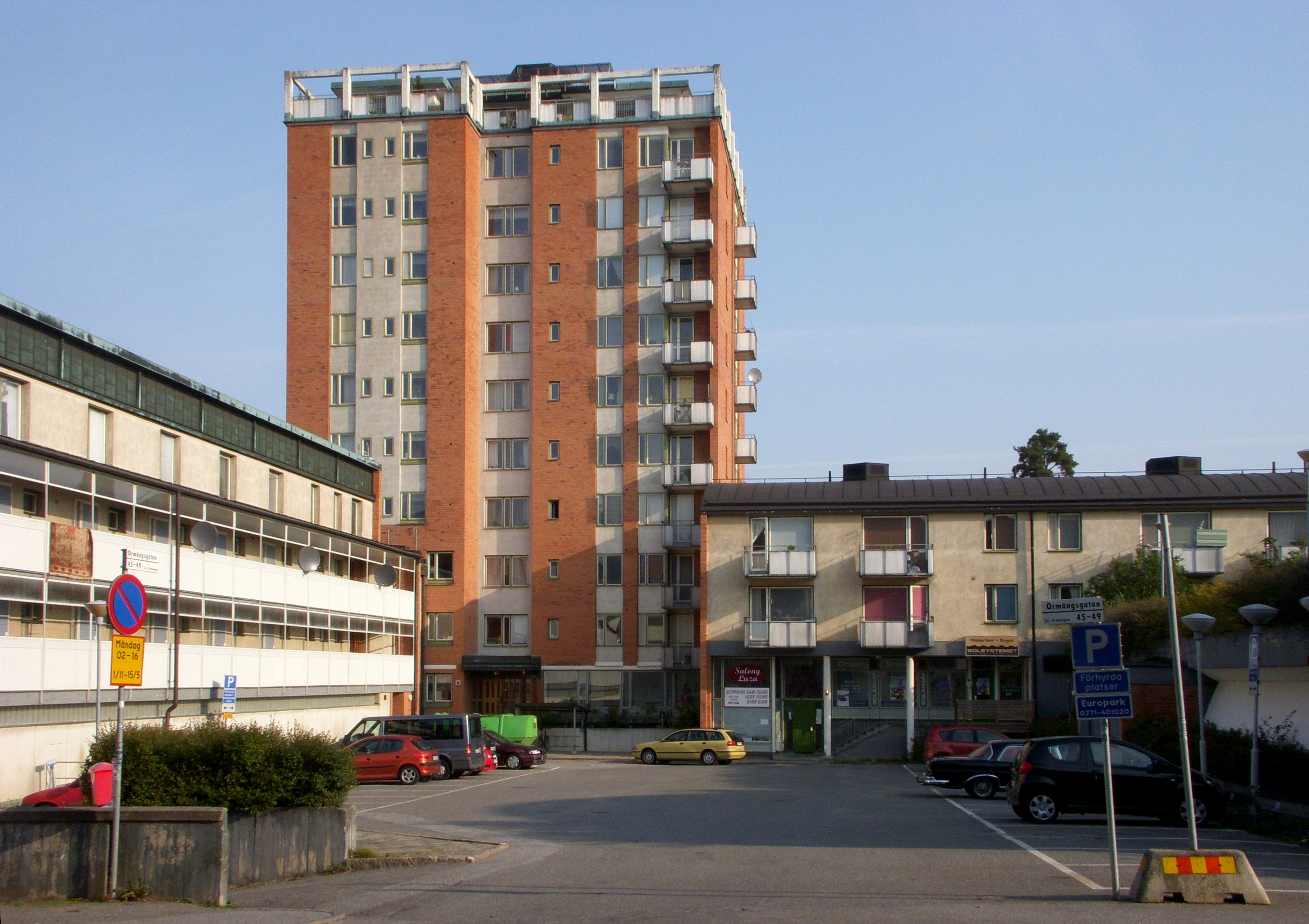
Hotel familiar Hässelby, Estocolmo.
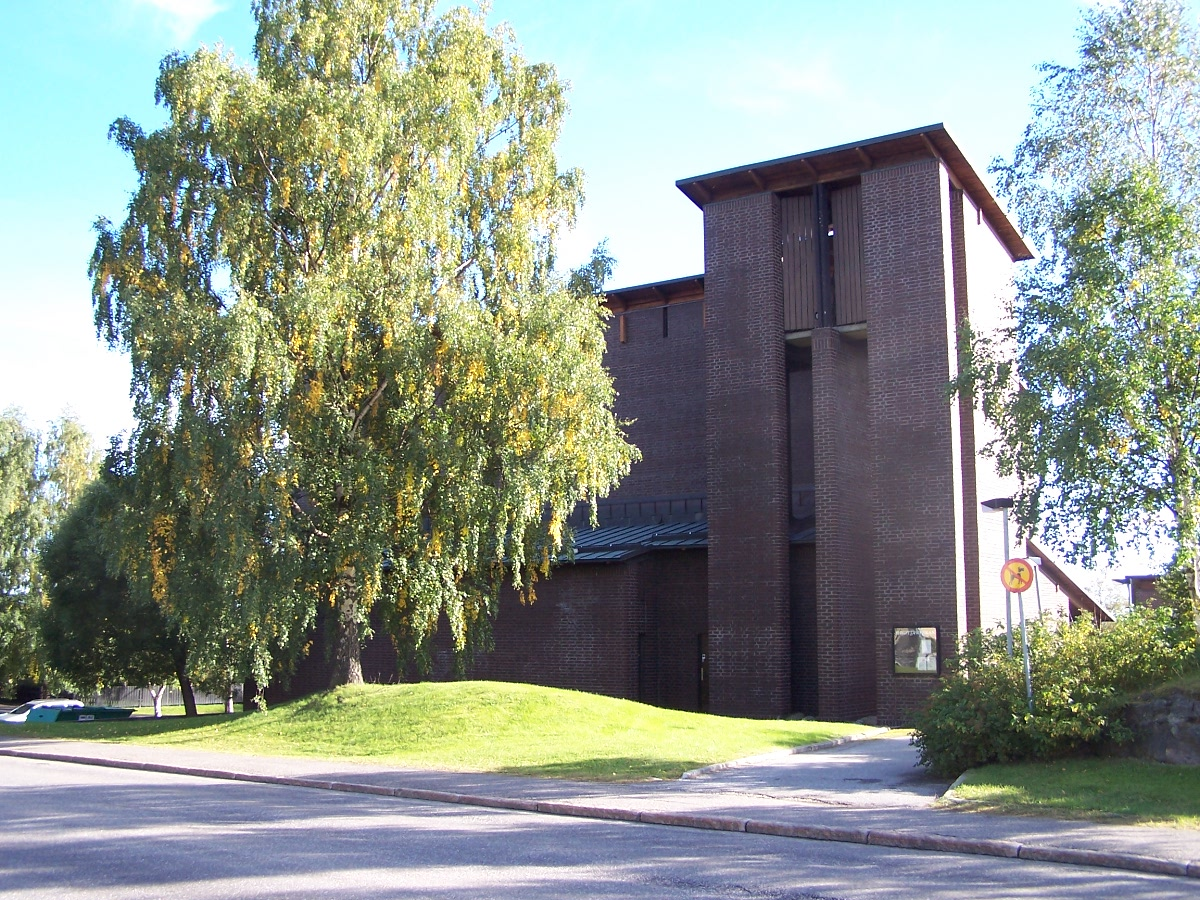
Iglesia de Birgit, Sundsvall
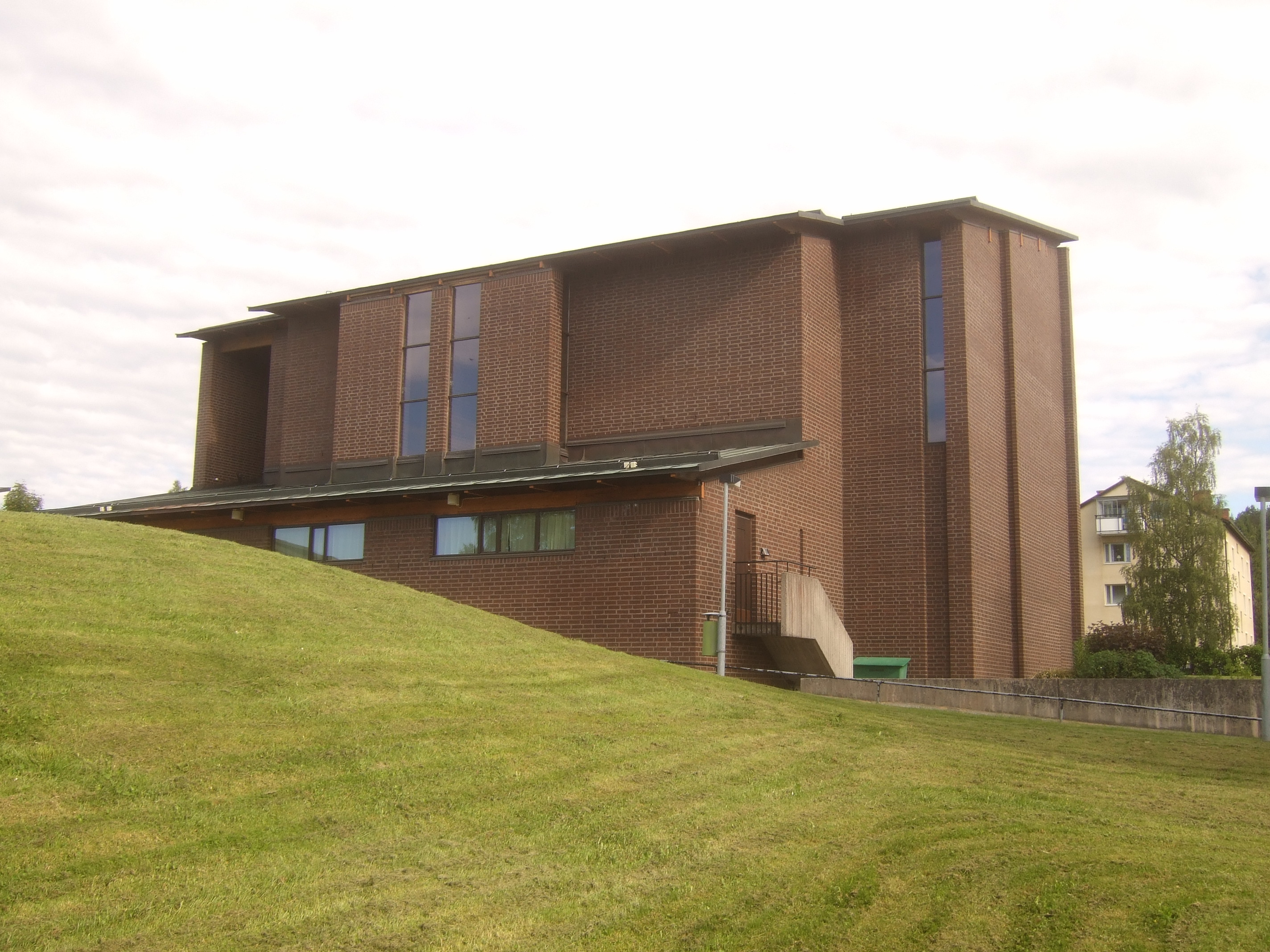
Iglesia Puente en Sundsvall.

## Diseños de interiores y productos seleccionados
- Entre 40 y 50 lámparas, varios muebles de tubos de acero y relojes de pared eléctricos (1939–1962) para la fábrica de productos metálicos Bröderna Malmströms.
- Sillas apilables de madera laminada y escritorios para Bodafors (década de 1940).
- Máquina expendedora de sellos.
- Armarios para NK (década de 1950).
- Decoración del Hotel Malmen, Estocolmo, incluyendo una silla de cuero (1951).
- Decoración del crucero M/S Rio de Janeiro para Nordstjernan (1956).
- Sillón Trienna para la lotería de artesanía de Estocolmo (1957), exhibido en la Trienal de Milán en 1957, fabricado por los talleres de Nordiska Kompaniet en Nyköping (parte de la serie Triva de NK) y desde 1987 por Källemo en Värnamo. Fabricado en roble macizo o teca. En 2022, la empresa Verk reanudó su producción.
- Silla Wexjö, con asiento de cincha de montar y estante para el himnario, para Källemo (1958).
- Silla Tokyo para la decoración de la embajada sueca en Tokio (1959), fabricada por Nordiska Kompaniet y KF. La silla se utilizó, entre otros lugares, en el comedor de la embajada y es uno de los muebles más conocidos de Acking.
- Decoración del Hotel Continental, Estocolmo (1962).
- Cabina telefónica para Televerket (1962), instalada inicialmente como prueba frente a la Estación Central de Estocolmo y más tarde adoptada oficialmente en 1964.
- Nuevo emblema (logotipo) para la Dirección General de Correos (1964).
- Lámparas de madera de haya laminada para Gärsnäs.

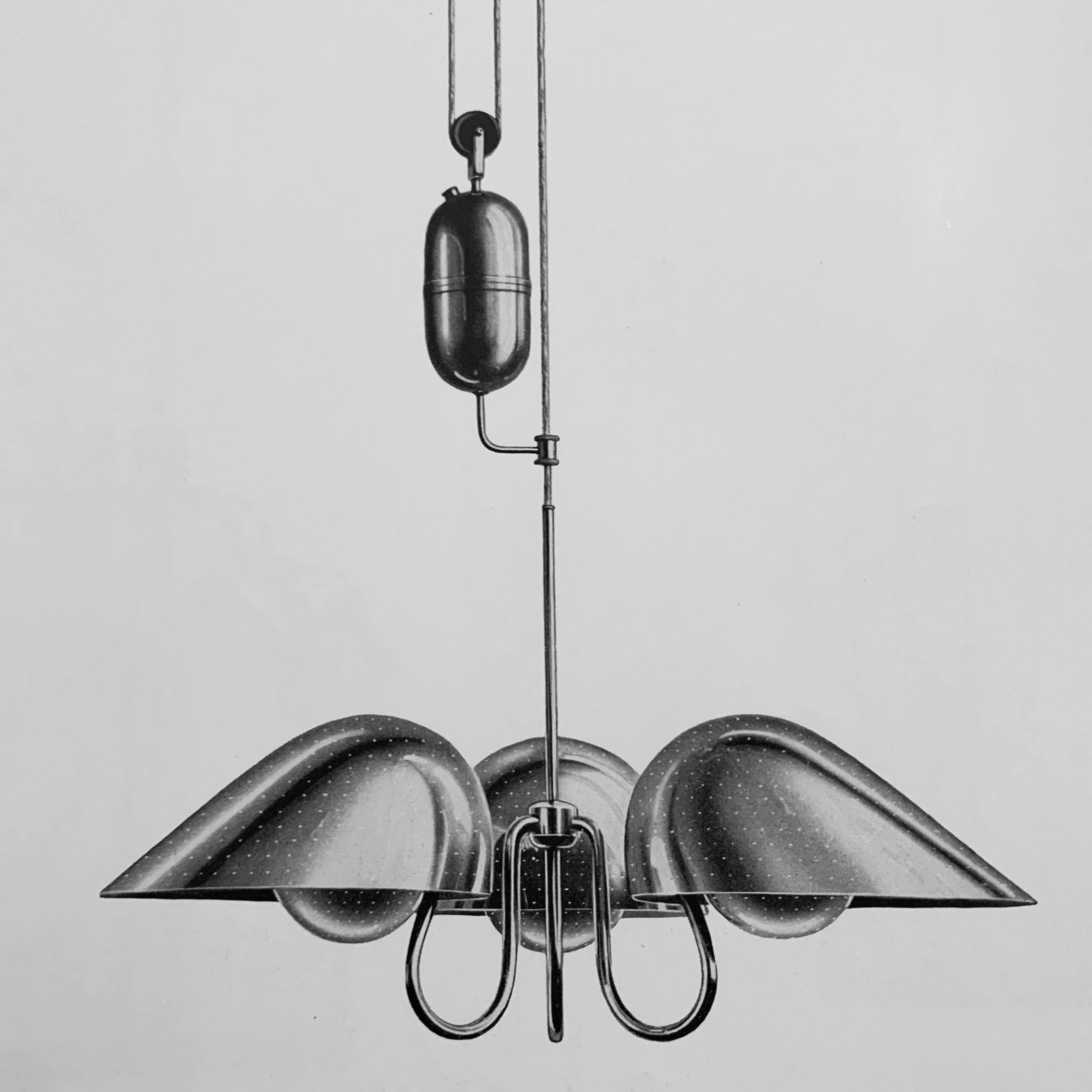
No. 958, lámpara colgante de techo en latón pulido para la fábrica de artículos de metal de Bröderna Malmström, para la Exposición Mundial de Nueva York (1939).
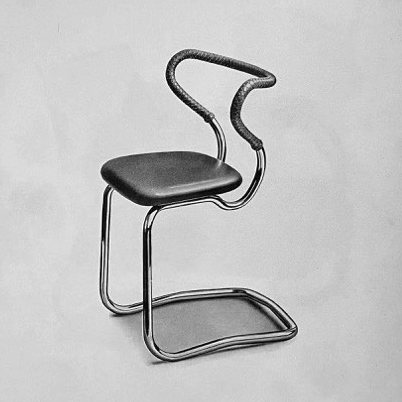
Modelo M15, mueble de tubo de acero con tapizado de piel de becerro para la fábrica de artículos de metal de Bröderna Malmström, para el restaurante Göta Källare en Estocolmo (1939).
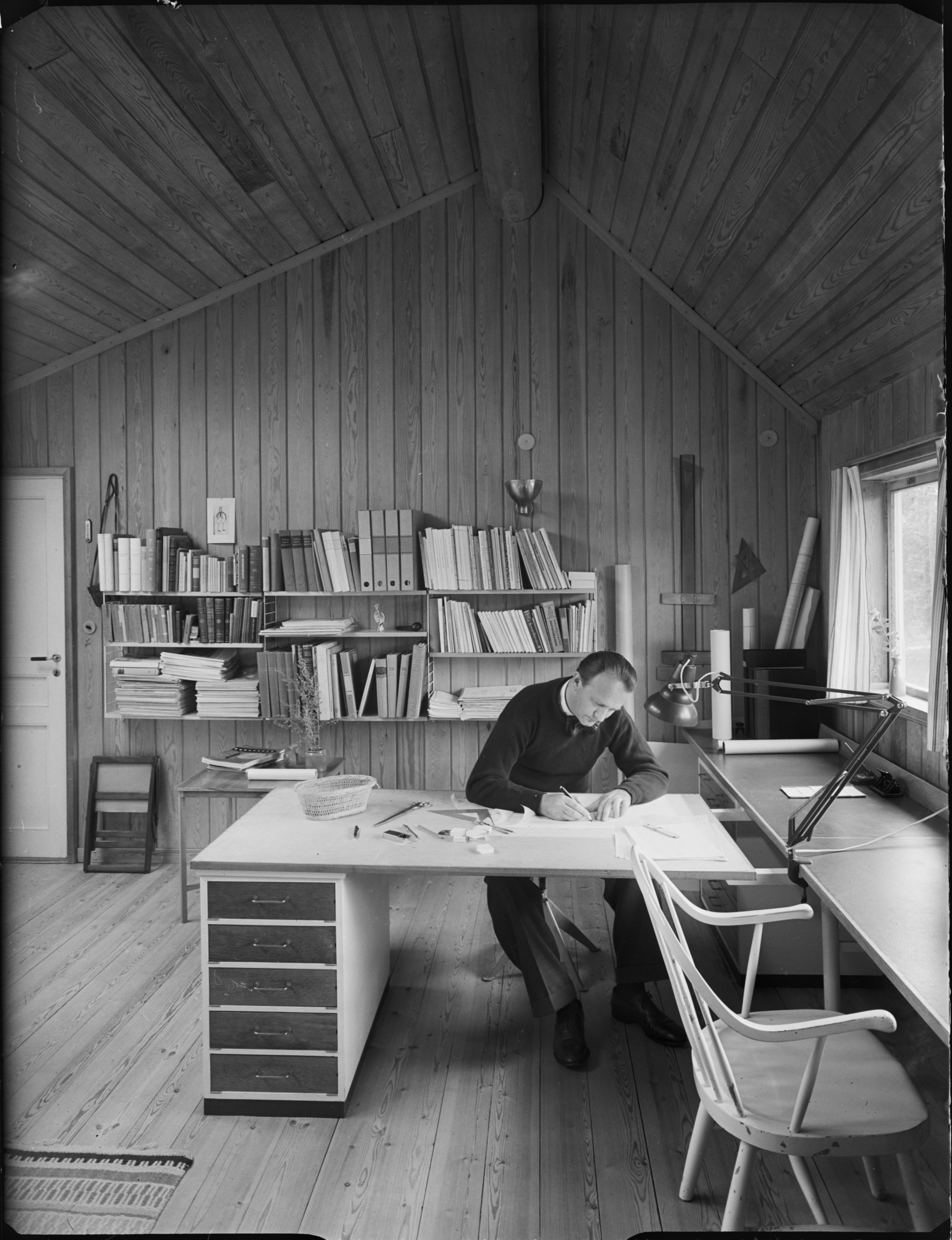
C-A Acking en casa en el taller, Djursholm (1952).